# RSC Anderlecht in het seizoen 2018/19
Dit artikel beschrijft de prestaties van de Belgische voetbalclub RSC Anderlecht in het seizoen 2018–2019.

## Spelerskern
| Nr.           | Naam                  | Nationaliteit         | Geboortedatum | Vorige club        |
| ------------- | --------------------- | --------------------- | ------------- | ------------------ |
| Keepers       |                       |                       |               |                    |
| 1             | Frank Boeckx          | België                | 27-09-1986    | Antwerp FC         |
| 16            | Thomas Didillon ³     | Frankrijk             | 28-11-1995    | FC Metz            |
| 30            | Boy de Jong           | Nederland             | 10-04-1994    | Telstar            |
| 52            | Ilias Moutha-Sebtaoui | België                | 01-04-1999    | Manchester United  |
| Verdedigers   |                       |                       |               |                    |
| 2             | Kara Mbodj            | Senegal               | 11-11-1989    | /                  |
| 3             | James Lawrence        | Engeland              | 22-08-1992    | AS Trenčín         |
| 4             | Bubacarr Sanneh       | Gambia                | 14-11-1994    | FC Midtjylland     |
| 7             | Andy Najar            | Honduras              | 16-03-1993    | D.C. United        |
| 12            | Dennis Appiah         | Frankrijk             | 09-06-1992    | SM Caen            |
| 22            | Elias Cobbaut         | België                | 24-11-1997    | KV Mechelen        |
| 37            | Ivan Obradović        | Servië                | 25-07-1988    | KV Mechelen        |
| 41            | Emmanuel Sowah        | Ghana                 | 16-01-1998    | /                  |
| 42            | Hannes Delcroix       | België                | 28-02-1999    | /                  |
| 44            | Antonio Milić         | Kroatië               | 10-03-1994    | KV Oostende        |
| 45            | Sebastiaan Bornauw    | België                | 22-03-1999    | /                  |
| 47            | Abdoul Danté          | Mali                  | 29-10-1998    | /                  |
| 55            | Ognjen Vranješ        | Bosnië en Herzegovina | 24-10-1989    | AEK Athene         |
| 56            | Alexis Saelemaekers   | België                | 27-06-1999    | /                  |
| Middenvelders |                       |                       |               |                    |
| 5             | Jevhen Makarenko      | Oekraïne              | 21-05-1991    | KV Kortrijk        |
| 8             | Pieter Gerkens        | België                | 13-08-1995    | STVV               |
| 20            | Sven Kums ²           | België                | 26-02-1988    | Udinese            |
| 25            | Adrien Trebel ¹       | Frankrijk             | 03-03-1991    | Standard Luik      |
| 27            | Peter Žulj            | Oostenrijk            | 09-06-1993    | SK Sturm Graz      |
| 39            | Edo Kayembe           | Congo-Kinshasa        | 03-08-1998    | /                  |
| 40            | Francis Amuzu         | België                | 23-08-1999    | /                  |
| 48            | Albert Sambi Lokonga  | België                | 22-10-1999    | /                  |
| Aanvallers    |                       |                       |               |                    |
| 9             | Landry Dimata         | België                | 01-09-1997    | VfL Wolfsburg      |
| 11            | Yala Bolasie          | Congo-Kinshasa        | 24-05-1989    | Everton FC         |
| 17            | Luka Adžić            | Servië                | 17-09-1998    | Rode Ster Belgrado |
| 19            | Ivan Santini          | Kroatië               | 21-05-1989    | SM Caen            |
| 38            | Mohammed Dauda        | Ghana                 | 20-02-1998    | /                  |
| 99            | Zakaria Bakkali       | België                | 26-01-1996    | Valencia CF        |

### Technische staf
| Functie         | Naam                       | Nationaliteit | Opmerking                                                                                   |
| --------------- | -------------------------- | ------------- | ------------------------------------------------------------------------------------------- |
| Coach           | Hein Vanhaezebrouck (foto) | België        | Ontslagen op 16 december 2018 na aanhoudend puntenverlies Karim Belhocine werd trainer a.i. |
| Assistent-coach | Karim Belhocine            | Frankrijk     |                                                                                             |
| Assistent-coach | Gino Caen                  | België        |                                                                                             |
| Keeperstrainer  | Max de Jong                | Nederland     |                                                                                             |
| Team manager    | Gunther Van Handenhoven    | België        |                                                                                             |
| Teamarts        | Marc Vangrinsven           | België        |                                                                                             |

## Bestuur
| Functie                            | Naam                | Nationaliteit | Opmerking |
| ---------------------------------- | ------------------- | ------------- | --------- |
| Voorzitter                         | Marc Coucke         | België        |           |
| Ere-voorzitter                     | Roger Vanden Stock  | België        |           |
| Algemeen manager                   | Michael Verschueren | België        |           |
| Operationeel manager               | Jo Van Biesbroeck   | België        |           |
| Technisch directeur jeugdopleiding | Jean Kindermans     | België        |           |
| Sportief directeur                 | Frank Arnesen       | Denemarken    |           |

## Uitrustingen
Shirtsponsor(s): BNP Paribas Fortis / Proximus / Allianz (Europees)

Sportmerk: adidas
| Thuis | Uit | Alternatief | Alternatief | Doelman | Doelman | Doelman |

## Transfers
| Naam                  | Nationaliteit         | Van / Naar                 | Bedrag / Type |
| --------------------- | --------------------- | -------------------------- | ------------- |
| Inkomend              |                       |                            |               |
| Yala Bolasie          | Congo-Kinshasa        | Everton FC                 |               |
| Peter Žulj            | Oostenrijk            | SK Sturm Graz              | Huur          |
| Kara Mbodj            | Senegal               | FC Nantes                  | Einde huur    |
| Bubacarr Sanneh       | Gambia                | FC Midtjylland             | € 8.000.000   |
| Kenny Saief           | Verenigde Staten      | KAA Gent                   | € 3.500.000   |
| Ognjen Vranješ        | Bosnië en Herzegovina | AEK Athene                 | € 3.200.000   |
| Elias Cobbaut         | België                | KV Mechelen                | € 3.000.000   |
| Ivan Santini          | Kroatië               | SM Caen                    | € 3.000.000   |
| Thomas Didillon       | Frankrijk             | FC Metz                    | € 2.000.000   |
| Luka Adžić            | Servië                | Rode Ster Belgrado         | € 800.000     |
| Kristal Abazaj        | Albanië               | Skënderbeu Korçë           | € 750.000     |
| Ilias Moutha-Sebtaoui | België                | Manchester United          | Transfervrij  |
| Knowledge Musona      | Zimbabwe              | KV Oostende                | € 28 000.000  |
| Antonio Milić         | Kroatië               | KV Oostende                | € 2,500.000   |
| Zakaria Bakkali       | België                | Valencia CF                | niet bekend   |
| Landry Dimata         | België                | VfL Wolfsburg              | Huur          |
| Stéphane Badji        | Senegal               | Kayserispor                | Einde huur    |
| Wout Faes             | België                | SBV Excelsior              | Einde huur    |
| Mahmoud Hassan        | Egypte                | Kasımpaşa SK               | Einde huur    |
| Jorn Vancamp          | België                | Roda JC                    | Einde huur    |
| Aaron Leya Iseka      | België                | SV Zulte Waregem           | Einde huur    |
| Idrissa Doumbia       | Ivoorkust             | SV Zulte Waregem           | Einde huur    |
| Dylan Lambrecth       | België                | Stade Waremmien            | Einde huur    |
| TOTAAL UITGAVEN:      | TOTAAL UITGAVEN:      | TOTAAL UITGAVEN:           | € 20.750.000  |
| Uitgaand              |                       |                            |               |
| Kristal Abazaj        | Albanië               | NK Osijek                  | Huur          |
| Knowledge Musona      | Zimbabwe              | Sporting Lokeren           | Huur          |
| Łukasz Teodorczyk     | Polen                 | Udinese                    | € 3.500.000   |
| Uroš Spajić           | Servië                | FK Krasnodar               | € 6.000.000   |
| Mahmoud Hassan        | Egypte                | Kasımpaşa SK               | € 2.000.000   |
| Olivier Deschacht     | België                | Sporting Lokeren           | Transfervrij  |
| Jorn Vancamp          | België                | Beerschot Wilrijk          | niet bekend   |
| Idrissa Doumbia       | Ivoorkust             | Achmat Grozny              | niet bekend   |
| Aaron Leya Iseka      | België                | Toulouse FC                | niet bekend   |
| Stéphane Badji        | Senegal               | Bursaspor                  | niet bekend   |
| Wout Faes             | België                | KV Oostende                | Huur          |
| Alexandru Chipciu     | Roemenië              | Sparta Praag               | Huur          |
| Silvère Ganvoula      | Congo-Brazzaville     | VfL Bochum                 | Huur          |
| Isaac Kiese Thelin    | Zweden                | Bayer 04 Leverkusen        | Huur          |
| Leander Dendoncker    | België                | Wolverhampton Wanderers FC | Huur          |
| Josué Sá              | Portugal              | Kasımpaşa SK               | Huur          |
| Massimo Bruno         | België                | RB Leipzig                 | Einde huur    |
| Kenny Saief           | Verenigde Staten      | KAA Gent                   | Einde huur    |
| Henry Onyekuru        | Nigeria               | Everton FC                 | Einde huur    |
| Matz Sels             | België                | Newcastle United FC        | Einde huur    |
| Lazar Marković        | Servië                | Liverpool FC               | Einde huur    |
| TOTAAL INKOMSTEN:     | TOTAAL INKOMSTEN:     | TOTAAL INKOMSTEN:          | € 11.500.000  |

## Oefenwedstrijden
Hieronder een overzicht van de oefenwedstrijden die Anderlecht in de aanloop naar en tijdens het seizoen 2017/18 heeft gespeeld.
| Datum      | Thuis/Uit | Tegenstander           | Score | Doelpuntenmaker(s) Anderlecht |
| ---------- | --------- | ---------------------- | ----- | ----------------------------- |
| 30-06-2017 | Uit       | RWD Molenbeek (1e Am.) | 1-0   | Dimata                        |
| 07-07-2017 | Uit       | KSK Heist (1e Am.)     | 1-1   | Amuzu                         |
| 15-07-2017 | Uit       | PAOK Saloniki          | 2-2   |                               |
| 19-07-2017 | Uit       | KSV Roeselare (1B)     | 1-1   |                               |
| 10-01-2018 | Uit       | KVC Westerlo (1B)      | 2-2   | 2x Dauda                      |
| 11-01-2018 | Uit       | Stade Rennais          | 3-2   | Milić, Gerkens, Dimata        |

## Jupiler Pro League

### Reguliere competitie

#### Wedstrijden
| Wedstrijddetails                                                | Thuisploeg                                                       | Uitslag                                   | Uitploeg                                      | Opstelling | Kaarten                                                            |
| --------------------------------------------------------------- | ---------------------------------------------------------------- | ----------------------------------------- | --------------------------------------------- | --- | ------------------------------------------------------------------ |
| Heenronde                                                       |                                                                  |                                           |                                               | |                                                                    |
| 28 juli 2018 20:30 Guldensporenstadion Kortrijk                 | KV Kortrijk                                                      | 1 - 4                                     | RSC Anderlecht                                | Didillon Vranješ, Bornauw, Milić Saelemaekers, Trebel (80' Kayembe), Makarenko, Cobbaut Gerkens, Dimata (86' Musona), Santini (75' Dauda)            | 40' Santini                                                        |
| 28 juli 2018 20:30 Guldensporenstadion Kortrijk                 | Vranješ 85' (e.d.)                                               | 0 - 1 0 - 2 0 - 3 0 - 4 1 - 4             | 3' Santini 31' Dimata 48' Santini 73' Santini | Didillon Vranješ, Bornauw, Milić Saelemaekers, Trebel (80' Kayembe), Makarenko, Cobbaut Gerkens, Dimata (86' Musona), Santini (75' Dauda)            | 40' Santini                                                        |
| 5 augustus 2018 14:30 Constant Vanden Stockstadion Anderlecht   | RSC Anderlecht                                                   | 5 - 2                                     | KV Oostende                                   | Didillon Saelemaekers (90+3' Amuzu), Appiah, Vranješ, Milić (46' Delcroix), Cobbaut Gerkens (75' Musona), Trebel, Makarenko, Santini Dimata          | 40' Santini 55' Makarenko                                          |
| 5 augustus 2018 14:30 Constant Vanden Stockstadion Anderlecht   | Santini 46' Dimata 52' Santini 83' (pen.) Santini 86' Dimata 89' | 1 - 0 2 - 0 2 - 1 3 - 1 4 - 1 5 - 1 5 - 2 | 58' Guri 90+2' Miloviċ                        | Didillon Saelemaekers (90+3' Amuzu), Appiah, Vranješ, Milić (46' Delcroix), Cobbaut Gerkens (75' Musona), Trebel, Makarenko, Santini Dimata          | 40' Santini 55' Makarenko                                          |
| 12 augustus 2018 18:00 Stade du Pays de Charleroi Charleroi     | Sporting Charleroi                                               | 1 - 2                                     | RSC Anderlecht                                | Didillon Appiah, Vranješ, Bornauw Saelemaekers, Trebel, Makarenko, Cobbaut (83' Amuzu) Gerkens (73' Musona), Dimata, Santini                         | 5' Bornauw 33' Saelemaekers 73' Vranješ 90+1' Dimata 90+2' Santini |
| 12 augustus 2018 18:00 Stade du Pays de Charleroi Charleroi     | Rezaei 41'                                                       | 1 - 0 1 - 1 1 - 2                         | 45+3' (pen.) Dimata 64' Santini               | Didillon Appiah, Vranješ, Bornauw Saelemaekers, Trebel, Makarenko, Cobbaut (83' Amuzu) Gerkens (73' Musona), Dimata, Santini                         | 5' Bornauw 33' Saelemaekers 73' Vranješ 90+1' Dimata 90+2' Santini |
| 17 augustus 2018 20:30 Constant Vanden Stockstadion Anderlecht  | RSC Anderlecht                                                   | 2 - 0                                     | Excel Moeskroen                               | Didillon Vranješ, Bornauw, Milić Saelemaekers, Trebel, Makarenko, Amuzu (83' Appiah) Musona (77' Morioka) Dimata, Santini (89' Gerkens)              | 73' Makarenko 80' Vranješ                                          |
| 17 augustus 2018 20:30 Constant Vanden Stockstadion Anderlecht  | Trebel 38' Dimata 63'                                            | 1 - 0 2 - 0                               |                                               | Didillon Vranješ, Bornauw, Milić Saelemaekers, Trebel, Makarenko, Amuzu (83' Appiah) Musona (77' Morioka) Dimata, Santini (89' Gerkens)              | 73' Makarenko 80' Vranješ                                          |
| 26 augustus 2018 14:30 Jan Breydelstadion Brugge                | Club Brugge                                                      | 2 - 1                                     | RSC Anderlecht                                | Didillon Vranješ, Bornauw, Milić Saelemaekers (83' Najar), Trebel, Makarenko, Amuzu (80' Bakkali) Musona (65' Gerkens), Dimata, Santini              | 45' Amuzu 81' Santini                                              |
| 26 augustus 2018 14:30 Jan Breydelstadion Brugge                | Dennis 3' Vanaken 43'                                            | 1 - 0 1 - 1 2 - 1                         | 19' Musona                                    | Didillon Vranješ, Bornauw, Milić Saelemaekers (83' Najar), Trebel, Makarenko, Amuzu (80' Bakkali) Musona (65' Gerkens), Dimata, Santini              | 45' Amuzu 81' Santini                                              |
| 2 september 2017 14:30 Constant Vanden Stockstadion Anderlecht  | RSC Anderlecht                                                   | 1 - 1                                     | Antwerp                                       | Didillon Najar, Lawrence, Milić Saelemaekers (82' Sanneh), Trebel, Makarenko, Bakkali (86' Kums) Gerkens, Dimata (89' Appiah), Santini               | 77' Bakkali                                                        |
| 2 september 2017 14:30 Constant Vanden Stockstadion Anderlecht  | Gerkens 17'                                                      | 1 - 0 1 - 1                               | 90+2' Owusu                                   | Didillon Najar, Lawrence, Milić Saelemaekers (82' Sanneh), Trebel, Makarenko, Bakkali (86' Kums) Gerkens, Dimata (89' Appiah), Santini               | 77' Bakkali                                                        |
| 15 september 2018 20:30 Luminus Arena Genk                      | KRC Genk                                                         | 1 - 0                                     | RSC Anderlecht                                | Didillon Najar, Sanneh, Milić Appiah (64' Saief), Trebel, Makarenko, Saelemaekers Santini, Dimata (76' Bakkali), Gerkens (65' Musona)                | 89' Bakkali 90+3' Trebel                                           |
| 15 september 2018 20:30 Luminus Arena Genk                      | Dewaest 49'                                                      | 1 - 0                                     |                                               | Didillon Najar, Sanneh, Milić Appiah (64' Saief), Trebel, Makarenko, Saelemaekers Santini, Dimata (76' Bakkali), Gerkens (65' Musona)                | 89' Bakkali 90+3' Trebel                                           |
| 23 september 2018 14:30 Constant Vanden Stockstadion Anderlecht | RSC Anderlecht                                                   | 2 - 1                                     | Standard Luik                                 | Didillon Najar, Sanneh, Milić Saelemaekers, Trebel, Makarenko, Amuzu (65' Bakkali) Gerkens (83' Dimata), Santini, Morioka (65' Saief)                | 41' Milić 45+1' Najar                                              |
| 23 september 2018 14:30 Constant Vanden Stockstadion Anderlecht | Santini 72' Sanneh 90+4'                                         | 0 - 1 1 - 1 2 - 1                         | 45' Djenepo                                   | Didillon Najar, Sanneh, Milić Saelemaekers, Trebel, Makarenko, Amuzu (65' Bakkali) Gerkens (83' Dimata), Santini, Morioka (65' Saief)                | 41' Milić 45+1' Najar                                              |
| 30 september 2018 14:30 Constant Vanden Stockstadion Anderlecht | RSC Anderlecht                                                   | 0 - 0                                     | STVV                                          | Didillon Vranješ, Sanneh, Milić Saelemaekers, Trebel (70' Makarenko), Kums, Amuzu (82' Saief) Bakkali, Santini, Gerkens (61' Dimata)                 | 61' Kums                                                           |
| 30 september 2018 14:30 Constant Vanden Stockstadion Anderlecht |                                                                  |                                           |                                               | Didillon Vranješ, Sanneh, Milić Saelemaekers, Trebel (70' Makarenko), Kums, Amuzu (82' Saief) Bakkali, Santini, Gerkens (61' Dimata)                 | 61' Kums                                                           |
| 7 oktober 2018 14:30 Regenboogstadion Waregem                   | Zulte Waregem                                                    | 1 - 2                                     | RSC Anderlecht                                | Didillon Bornauw, Sanneh, Lawrence Saelemaekers, Trebel, Kums, Saief (68' Milić) Gerkens, Dimata (90+2' Najar), Bakkali (72' Dauda)                  | 52' Bakkali 80' Gerkens 82' Sanneh 90+4' Bornauw                   |
| 7 oktober 2018 14:30 Regenboogstadion Waregem                   | Buffel 90+3'                                                     | 0 - 1 0 - 2 1 - 2                         | 43' Bakkali 78' Gerkens                       | Didillon Bornauw, Sanneh, Lawrence Saelemaekers, Trebel, Kums, Saief (68' Milić) Gerkens, Dimata (90+2' Najar), Bakkali (72' Dauda)                  | 52' Bakkali 80' Gerkens 82' Sanneh 90+4' Bornauw                   |
| 21 oktober 2018 14:30 Constant Vanden Stockstadion Anderlecht   | RSC Anderlecht                                                   | 4 - 2                                     | Cercle Brugge                                 | Didillon Lawrence, Sanneh, Bornauw, Najar Trebel, Kums, Amuzu (68' Saief) Gerkens, Dimata (54' Santini), Bakkali (84' Musona)                        | 27' Kums 64' Amuzu                                                 |
| 21 oktober 2018 14:30 Constant Vanden Stockstadion Anderlecht   | Dimata 8' (pen.) Dimata 32' Dimata 52' Gerkens 54'               | 1 - 0 2 - 0 3 - 0 4 - 0 4 - 1 4 - 2       | 56' Cardona 59' Cardona                       | Didillon Lawrence, Sanneh, Bornauw, Najar Trebel, Kums, Amuzu (68' Saief) Gerkens, Dimata (54' Santini), Bakkali (84' Musona)                        | 27' Kums 64' Amuzu                                                 |
| 28 oktober 2018 18:00 Kehrwegstadion Eupen                      | KAS Eupen                                                        | 2 - 1                                     | RSC Anderlecht                                | Didillon Bornauw (46' Makarenko), Sanneh, Lawrence, Najar Trebel (46' Saief), Kums, Amuzu Gerkens (78' Dauda), Santini, Musona                       | 9' Kums                                                            |
| 28 oktober 2018 18:00 Kehrwegstadion Eupen                      | García 26' Toyokawa 31'                                          | 1 - 0 2 - 0 2 - 1                         | 78' Santini                                   | Didillon Bornauw (46' Makarenko), Sanneh, Lawrence, Najar Trebel (46' Saief), Kums, Amuzu Gerkens (78' Dauda), Santini, Musona                       | 9' Kums                                                            |
| 1 november 2018 14:30 Constant Vanden Stockstadion Anderlecht   | RSC Anderlecht                                                   | 1 - 1                                     | Sporting Lokeren                              | Didillon Vranješ, Bornauw, Lawrence (74' Santini) Saelemaekers, Makarenko, Kums, Saief Gerkens, Dimata, Bakkali (88' Amuzu)                          |                                                                    |
| 1 november 2018 14:30 Constant Vanden Stockstadion Anderlecht   | Dimata 59'                                                       | 0 - 1 1 - 1                               | 53' Deschacht                                 | Didillon Vranješ, Bornauw, Lawrence (74' Santini) Saelemaekers, Makarenko, Kums, Saief Gerkens, Dimata, Bakkali (88' Amuzu)                          |                                                                    |
| 4 november 2018 18:00 Freethielstadion Eupen                    | Waasland-Beveren                                                 | 1 - 2                                     | RSC Anderlecht                                | Didillon Vranješ, Bornauw, Milić Saelemaekers, Makarenko, Kums (34' Sambi Lokonga), Trebel (86' Sanneh) Gerkens, Dimata, Bakkali (76' Appiah)        | 33' Saelemaekers 54' Makarenko 65' Milić 73' Milić                 |
| 4 november 2018 18:00 Freethielstadion Eupen                    | Sanneh 90+3' (e.d.)                                              | 0 - 1 0 - 2 1 - 2                         | 12' (pen.) Dimata 83' Trebel                  | Didillon Vranješ, Bornauw, Milić Saelemaekers, Makarenko, Kums (34' Sambi Lokonga), Trebel (86' Sanneh) Gerkens, Dimata, Bakkali (76' Appiah)        | 33' Saelemaekers 54' Makarenko 65' Milić 73' Milić                 |
| 11 november 2018 14:30 Constant Vanden Stockstadion Anderlecht  | RSC Anderlecht                                                   | 2 - 0                                     | AA Gent                                       | Didillon Najar, Sanneh, Lawrence Kums (82' Saief), Trebel (90+1' Saelemaekers), Makarenko, Sambi Lokonga Amuzu, Dimata, Dauda (58' Gerkens)          | 40' Sambi Lokonga                                                  |
| 11 november 2018 14:30 Constant Vanden Stockstadion Anderlecht  | Kums 4' Kums 73'                                                 | 1 - 0 2 - 0                               |                                               | Didillon Najar, Sanneh, Lawrence Kums (82' Saief), Trebel (90+1' Saelemaekers), Makarenko, Sambi Lokonga Amuzu, Dimata, Dauda (58' Gerkens)          | 40' Sambi Lokonga                                                  |
| Terugronde                                                      |                                                                  |                                           |                                               | |                                                                    |
| 25 november 2018 18:00 Stayen Sint-Truiden                      | STVV                                                             | 4 - 2                                     | RSC Anderlecht                                | Didillon Vranješ (73' Lawrence), Bornauw, Milić Saelemaekers, Sambi Lokonga, Makarenko, Amuzu Verschaeren (78' Doku), Santini, Gerkens (74' Bakkali) | 9' Bornauw 63' Vranješ 70' Makarenko                               |
| 25 november 2018 18:00 Stayen Sint-Truiden                      | Bezus 8' Tomiyasu 62' Kamada 66' Boli 90+3'                      | 1 - 0 1 - 1 1 - 2 2 - 2 3 - 2 4 - 2       | 38' Santini 52' (pen.) Santini                | Didillon Vranješ (73' Lawrence), Bornauw, Milić Saelemaekers, Sambi Lokonga, Makarenko, Amuzu Verschaeren (78' Doku), Santini, Gerkens (74' Bakkali) | 9' Bornauw 63' Vranješ 70' Makarenko                               |
| 2 december 2018 18:00 Constant Vanden Stockstadion Anderlecht   | RSC Anderlecht                                                   | 0 - 1                                     | KRC Genk                                      | Didillon Saelemaekers, Najar, Bornauw, Lawrence Sambi Lokonga (74' Verschaeren), Makarenko, Kums Amuzu (88' Saief), Santini, Bakkali (66' Doku)      | 32' Makarenko 45' Lawrence 50' Najar 60' Saelemaekers              |
| 2 december 2018 18:00 Constant Vanden Stockstadion Anderlecht   |                                                                  | 0 - 1                                     | 71' Pozuelo                                   | Didillon Saelemaekers, Najar, Bornauw, Lawrence Sambi Lokonga (74' Verschaeren), Makarenko, Kums Amuzu (88' Saief), Santini, Bakkali (66' Doku)      | 32' Makarenko 45' Lawrence 50' Najar 60' Saelemaekers              |
| 9 december 2018 18:00 Constant Vanden Stockstadion Anderlecht   | RSC Anderlecht                                                   | 1 - 1                                     | Sporting Charleroi                            | Didillon Saelemaekers, Najar, Bornauw, Lawrence (46' Milić) Morioka (75' Verschaeren), Sambi Lokonga, Kums Amuzu, Dimata, Santini                    | 27' Santini 42' Kums 69' Najar 88' Bornauw                         |
| 9 december 2018 18:00 Constant Vanden Stockstadion Anderlecht   | Amuzu 47'                                                        | 1 - 0 1 - 1                               | 89' (pen.) Benavente                          | Didillon Saelemaekers, Najar, Bornauw, Lawrence (46' Milić) Morioka (75' Verschaeren), Sambi Lokonga, Kums Amuzu, Dimata, Santini                    | 27' Santini 42' Kums 69' Najar 88' Bornauw                         |
| 16 december 2018 14:30 Jan Breydelstadion Brugge                | Cercle Brugge                                                    | 2 - 1                                     | RSC Anderlecht                                | Didillon Saelemaekers (69' Abazaj), Najar, Bornauw, Lawrence (81' Dauda) Sambi Lokonga (46' Cobbaut), Gerkens, Kums Amuzu, Morioka, Dimata           | 24' Morioka 37' Lawrence 43' Kums 58' Najar                        |
| 16 december 2018 14:30 Jan Breydelstadion Brugge                | Hazard 9' Bruno 58' (pen.)                                       | 1 - 0 1 - 1 2 - 1                         | 22' Gerkens                                   | Didillon Saelemaekers (69' Abazaj), Najar, Bornauw, Lawrence (81' Dauda) Sambi Lokonga (46' Cobbaut), Gerkens, Kums Amuzu, Morioka, Dimata           | 24' Morioka 37' Lawrence 43' Kums 58' Najar                        |
| 22 december 2018 18:00 Le Canonnier Moeskroen                   | Excel Moeskroen                                                  | 3 - 1                                     | RSC Anderlecht                                | Didillon Saelemaekers (65' Kayembe), Vranješ, Bornauw, Cobbaut Bakkali (88' Saief), Najar, Gerkens Amuzu (66' Doku), Santini, Dimata                 | 41' Bakkali 61' Saelemaekers 67' Vranješ                           |
| 22 december 2018 18:00 Le Canonnier Moeskroen                   | Leye 7' Bakić 15' Leye 80'                                       | 1 - 0 2 - 0 2 - 1 3 - 1                   | 77' Dimata                                    | Didillon Saelemaekers (65' Kayembe), Vranješ, Bornauw, Cobbaut Bakkali (88' Saief), Najar, Gerkens Amuzu (66' Doku), Santini, Dimata                 | 41' Bakkali 61' Saelemaekers 67' Vranješ                           |
| 27 december 2018 20:30 Constant Vanden Stockstadion Anderlecht  | RSC Anderlecht                                                   | 3 - 0                                     | Waasland-Beveren                              | Didillon Appiah, Bornauw, Milić, Cobbaut Najar (84' Saief), Kums, Morioka (83' Gerkens) Kayembe, Amuzu (90+1' Saelemaekers), Dimata                  | 52' Kayembe 57' Milić                                              |
| 27 december 2018 20:30 Constant Vanden Stockstadion Anderlecht  | Dimata 9' Bornauw 51' Dimata 90+1'                               | 1 - 0 2 - 0 3 - 0                         |                                               | Didillon Appiah, Bornauw, Milić, Cobbaut Najar (84' Saief), Kums, Morioka (83' Gerkens) Kayembe, Amuzu (90+1' Saelemaekers), Dimata                  | 52' Kayembe 57' Milić                                              |
| 20 januari 2019 18:00 Ghelamco Arena Gent                       | AA Gent                                                          | 1 - 0                                     | RSC Anderlecht                                | Didillon Najar, Mbodji, Milić, Obradović Bakkali (62' Saelemaekers), Kums, Gerkens (46' Morioka) Kayembe, Amuzu, Santini (84' Doku)                  | 27' Gerkens 36' Kums 66' Amuzu 74' Amuzu                           |
| 20 januari 2019 18:00 Ghelamco Arena Gent                       | Sørloth 75'                                                      | 1 - 0                                     |                                               | Didillon Najar, Mbodji, Milić, Obradović Bakkali (62' Saelemaekers), Kums, Gerkens (46' Morioka) Kayembe, Amuzu, Santini (84' Doku)                  | 27' Gerkens 36' Kums 66' Amuzu 74' Amuzu                           |
| 26 januari 2018 18:00 Constant Vanden Stockstadion Anderlecht   | RSC Anderlecht                                                   | 2 - 1                                     | KAS Eupen                                     | Didillon Najar, Mbodji, Lawrence, Obradović Saelemaekers (73' Doku), Kums, Verschaeren (84' Saief) Kayembe, Bakkali (46' Žulj), Santini              | 41' Saelemaekers                                                   |
| 26 januari 2018 18:00 Constant Vanden Stockstadion Anderlecht   | Verschaeren 51' Santini 65'                                      | 0 - 1 1 - 1 2 - 1                         | 31' Fall                                      | Didillon Najar, Mbodji, Lawrence, Obradović Saelemaekers (73' Doku), Kums, Verschaeren (84' Saief) Kayembe, Bakkali (46' Žulj), Santini              | 41' Saelemaekers                                                   |
| 2 februari 2019 18:00 Maurice Dufrasnestadion Luik              | Standard Luik                                                    | 2 - 1                                     | RSC Anderlecht                                | Didillon Najar, Mbodji, Lawrence, Obradović Kums, Žulj (68' Trebel), Kayembe Verschaeren (73' Bolasie), Bakkali, Santini (83' Dimata)                | 18' Kums 81' Bakkali                                               |
| 2 februari 2019 18:00 Maurice Dufrasnestadion Luik              | Marin 22' Mpoku 89'                                              | 1 - 0 1 - 1 2 - 1                         | 28' Kums                                      | Didillon Najar, Mbodji, Lawrence, Obradović Kums, Žulj (68' Trebel), Kayembe Verschaeren (73' Bolasie), Bakkali, Santini (83' Dimata)                | 18' Kums 81' Bakkali                                               |
| 9 februari 2018 18:00 Constant Vanden Stockstadion Anderlecht   | RSC Anderlecht                                                   | 0 - 0                                     | Zulte Waregem                                 | Didillon Najar, Mbodji, Lawrence, Obradović (45' Milić) Kums, Žulj, Kayembe Verschaeren (80' Saelemaekers), Dimata (64' Santini), Bolasie            | 71' Bolasie                                                        |
| 9 februari 2018 18:00 Constant Vanden Stockstadion Anderlecht   |                                                                  |                                           |                                               | Didillon Najar, Mbodji, Lawrence, Obradović (45' Milić) Kums, Žulj, Kayembe Verschaeren (80' Saelemaekers), Dimata (64' Santini), Bolasie            | 71' Bolasie                                                        |
| 16 februari 2019 18:00 Bosuilstadion Antwerpen                  | Antwerp                                                          | 0 - 1                                     | RSC Anderlecht                                | Didillon Najar (67' Saelemaekers), Mbodji, Lawrence, Cobbaut (57' Milić) Verschaeren, Kums, Žulj Bakkali, Santini, Bolasie                           | 36' Bolasie                                                        |
| 16 februari 2019 18:00 Bosuilstadion Antwerpen                  |                                                                  | 0 - 1                                     | 90+2' Bolasie                                 | Didillon Najar (67' Saelemaekers), Mbodji, Lawrence, Cobbaut (57' Milić) Verschaeren, Kums, Žulj Bakkali, Santini, Bolasie                           | 36' Bolasie                                                        |
| 23 februari 2018 14:30 Constant Vanden Stockstadion Anderlecht  | RSC Anderlecht                                                   | 2 - 2                                     | Club Brugge                                   | Didillon Appiah, Mbodji, Lawrence, Milić (79' Cobbaut) Kums, Verschaeren, Žulj (64' Gerkens) Bakkali (64' Amuzu), Santini, Bolasie                   | 22' Mbodji                                                         |
| 23 februari 2018 14:30 Constant Vanden Stockstadion Anderlecht  | Bolasie 31' Bolasie 81'                                          | 0 - 1 1 - 1 2 - 1 2 - 2                   | 5' Wesley 83' Vlietinck                       | Didillon Appiah, Mbodji, Lawrence, Milić (79' Cobbaut) Kums, Verschaeren, Žulj (64' Gerkens) Bakkali (64' Amuzu), Santini, Bolasie                   | 22' Mbodji                                                         |
| 3 maart 2019 18:00 Daknamstadion Lokeren                        | Sporting Lokeren                                                 | 1 - 2                                     | RSC Anderlecht                                | Didillon Appiah, Mbodji, Lawrence, Milić (77' Obradović) Amuzu (63' Gerkens), Žulj (87' Kayembe), Verschaeren Kums, Santini, Bolasie                 | 29' Bolasie 72' Žulj 90+2' Kums                                    |
| 3 maart 2019 18:00 Daknamstadion Lokeren                        | Cevallos 81'                                                     | 0 - 1 0 - 2 1 - 2                         | 16' Santini 67' Gerkens                       | Didillon Appiah, Mbodji, Lawrence, Milić (77' Obradović) Amuzu (63' Gerkens), Žulj (87' Kayembe), Verschaeren Kums, Santini, Bolasie                 | 29' Bolasie 72' Žulj 90+2' Kums                                    |
| 10 maart 2018 18:00 Constant Vanden Stockstadion Anderlecht     | RSC Anderlecht                                                   | 2 - 0                                     | KV Kortrijk                                   | Didillon Appiah, Mbodji, Lawrence, Obradović (86' Milić) Bolasie, Žulj (65' Kayembe), Gerkens Kums (82' Amuzu), Santini, Verschaeren                 |                                                                    |
| 10 maart 2018 18:00 Constant Vanden Stockstadion Anderlecht     | Kums 33' Kums 70'                                                | 1 - 0 2 - 0                               |                                               | Didillon Appiah, Mbodji, Lawrence, Obradović (86' Milić) Bolasie, Žulj (65' Kayembe), Gerkens Kums (82' Amuzu), Santini, Verschaeren                 |                                                                    |
| 17 maart 2019 18:00 Versluys Arena Oostende                     | KV Oostende                                                      | 0 - 2                                     | RSC Anderlecht                                | Didillon Appiah, Mbodji, Lawrence, Obradović Verschaeren, Kums, Gerkens (69' Amuzu) Žulj, Bolasie (90+3' Kayembe), Santini                           | 90+3' Didillon                                                     |
| 17 maart 2019 18:00 Versluys Arena Oostende                     |                                                                  | 0 - 1 0 - 2                               | 69' Bolasie 90+4' Santini                     | Didillon Appiah, Mbodji, Lawrence, Obradović Verschaeren, Kums, Gerkens (69' Amuzu) Žulj, Bolasie (90+3' Kayembe), Santini                           | 90+3' Didillon                                                     |

#### Overzicht
| Speeldag  | 1 | 2 | 3 | 4  | 5  | 6  | 7  | 8  | 9  | 10 | 11 | 12 | 13 | 14 | 15 | 16 | 17 | 18 | 19 | 20 | 21 | 22 | 23 | 24 | 25 | 26 | 27 | 28 | 29 | 30 |
| --------- | - | - | - | -- | -- | -- | -- | -- | -- | -- | -- | -- | -- | -- | -- | -- | -- | -- | -- | -- | -- | -- | -- | -- | -- | -- | -- | -- | -- | -- |
| Resultaat | w | w | w | w  | v  | g  | v  | w  | g  | w  | w  | v  | g  | w  | w  | v  | v  | g  | v  | v  | w  | v  | w  | v  | g  | w  | g  | w  | w  | w  |
| Punten    | 3 | 6 | 9 | 12 | 12 | 13 | 13 | 16 | 17 | 20 | 23 | 23 | 24 | 27 | 30 | 30 | 30 | 31 | 31 | 31 | 34 | 34 | 37 | 37 | 38 | 41 | 42 | 45 | 48 | 51 |
| Positie   | 3 | 1 | 1 | 1  | 3  | 3  | 4  | 3  | 3  | 3  | 3  | 4  | 4  | 4  | 4  | 4  | 4  | 4  | 4  | 6  | 5  | 5  | 5  | 7  | 6  | 6  | 6  | 6  | 5  | 4  |

#### Klassement
| Pos | Team           | Wed | W  | G  | V  | Ptn | DV | DT | +/− |      |
| --- | -------------- | --- | -- | -- | -- | --- | -- | -- | --- | ---- |
| 1   | KRC Genk       | 30  | 18 | 9  | 3  | 63  | 63 | 31 | +32 | PO 1 |
| 2   | Club Brugge    | 30  | 16 | 8  | 6  | 56  | 64 | 32 | +32 | PO 1 |
| 3   | Standard Luik  | 30  | 15 | 8  | 7  | 53  | 49 | 35 | +14 | PO 1 |
| 4   | RSC Anderlecht | 30  | 15 | 6  | 9  | 51  | 48 | 35 | +13 | PO 1 |
| 5   | KAA Gent       | 30  | 15 | 5  | 10 | 50  | 53 | 45 | +8  | PO 1 |
| 6   | Antwerp FC     | 30  | 14 | 7  | 9  | 49  | 39 | 34 | +5  | PO 1 |
| 7   | STVV           | 30  | 12 | 11 | 7  | 47  | 47 | 36 | +11 | PO 2 |

PO I: Play-off I, PO II: Play-off II, : Degradeert na dit seizoen naar eerste klasse B

### Play-off I

#### Wedstrijden
| Wedstrijddetails                                            | Thuisploeg                     | Uitslag                       | Uitploeg                            | Opstelling | Kaarten                                         |
| ----------------------------------------------------------- | ------------------------------ | ----------------------------- | ----------------------------------- | --- | ----------------------------------------------- |
| Heenronde                                                   |                                |                               |                                     | |                                                 |
| 30 maart 2019 20:30 Luminus Arena Genk                      | KRC Genk                       | 3 – 0                         | RSC Anderlecht                      | Didillon Appiah, Mbodji, Lawrence, Obradović Verschaeren (83' Saelemaekers), Žulj (63' Trebel), Gerkens Kums, Bolasie, Santini (63' Amuzu) | 45' Kums                                        |
| 30 maart 2019 20:30 Luminus Arena Genk                      | Mæhle 32' Ito 55' Paintsil 79' | 1 – 0 2 – 0 3 – 0             |                                     | Didillon Appiah, Mbodji, Lawrence, Obradović Verschaeren (83' Saelemaekers), Žulj (63' Trebel), Gerkens Kums, Bolasie, Santini (63' Amuzu) | 45' Kums                                        |
| 4 april 2019 20:30 Constant Vanden Stockstadion Anderlecht  | RSC Anderlecht                 | 2 – 3                         | Club Brugge                         | Didillon Appiah (72' Sanneh), Mbodji, Obradović (90+1' Najar) Lawrence, Verschaeren, Gerkens (81' Santini), Trebel Kums, Bolasie, Amuzu    | 27' Obradović 61' Bolasie 68' Trebel 85' Mbodji |
| 4 april 2019 20:30 Constant Vanden Stockstadion Anderlecht  | Gerkens 61' Trebel 90'         | 0 – 1 0 – 2 1 – 2 1 – 3 2 – 3 | 5' Wesley 32' Dennis 87' Groeneveld | Didillon Appiah (72' Sanneh), Mbodji, Obradović (90+1' Najar) Lawrence, Verschaeren, Gerkens (81' Santini), Trebel Kums, Bolasie, Amuzu    | 27' Obradović 61' Bolasie 68' Trebel 85' Mbodji |
| 7 april 2019 18:00 Constant Vanden Stockstadion Anderlecht  | RSC Anderlecht                 | 1 – 2                         | Antwerp                             | Didillon Najar, Mbodji, Lawrence (46' Bornauw), Obradović Verschaeren, Kums, Gerkens Amuzu (65' Santini), Trebel, Bolasie (84' Bakkali)    | 90+1' Najar                                     |
| 7 april 2019 18:00 Constant Vanden Stockstadion Anderlecht  | Gerkens 33'                    | 1 – 0 1 – 1 1 – 2             | 39' Lamkel Zé 83' Mbokani           | Didillon Najar, Mbodji, Lawrence (46' Bornauw), Obradović Verschaeren, Kums, Gerkens Amuzu (65' Santini), Trebel, Bolasie (84' Bakkali)    | 90+1' Najar                                     |
| 12 april 2019 20:30 Maurice Dufrasnestadion Luik            | Standard Luik                  | 5 – 0 (forfaitair)            | RSC Anderlecht                      | Didillon Appiah, Mbodji, Lawrence, Bornauw Verschaeren, Kums, Gerkens Trebel, Bolasie, Santini                                             | 21' Mbodji 29' Mbodji                           |
| 12 april 2019 20:30 Maurice Dufrasnestadion Luik            | Marin 22' Mpoku 30' (pen.)     | 1 – 0 2 – 0                   |                                     | Didillon Appiah, Mbodji, Lawrence, Bornauw Verschaeren, Kums, Gerkens Trebel, Bolasie, Santini                                             | 21' Mbodji 29' Mbodji                           |
| 21 april 2019 18:00 Constant Vanden Stockstadion Anderlecht | RSC Anderlecht                 | 0 – 0                         | AA Gent                             | Didillon Najar, Bornauw, Milić, Lawrence Kums, Saelemaekers (85' Žulj), Verschaeren Trebel (85' Kayembe), Bolasie, Amuzu (72' Santini)     | 41' Kums 74' Trebel 90+4' Santini               |
| 21 april 2019 18:00 Constant Vanden Stockstadion Anderlecht |                                |                               |                                     | Didillon Najar, Bornauw, Milić, Lawrence Kums, Saelemaekers (85' Žulj), Verschaeren Trebel (85' Kayembe), Bolasie, Amuzu (72' Santini)     | 41' Kums 74' Trebel 90+4' Santini               |
| Terugronde                                                  |                                |                               |                                     | |                                                 |
| 28 april 2019 18:00 Jan Breydelstadion Brugge               | Club Brugge                    | 1 – 0                         | RSC Anderlecht                      | Didillon Bornauw, Mbodji, Milić, Najar(46' Appiah) Kums, Saelemaekers (76' Amuzu), Verschaeren (79' Santini) Trebel, Bolasie, Kayembe      | 10' Milić                                       |
| 28 april 2019 18:00 Jan Breydelstadion Brugge               | Wesley 74'                     | 1 – 0                         |                                     | Didillon Bornauw, Mbodji, Milić, Najar(46' Appiah) Kums, Saelemaekers (76' Amuzu), Verschaeren (79' Santini) Trebel, Bolasie, Kayembe      | 10' Milić                                       |
| 5 mei 2019 14:30 Constant Vanden Stockstadion Anderlecht    | RSC Anderlecht                 | 2 – 1                         | Standard Luik                       | Didillon Appiah, Mbodji, Bornauw, Cobbaut (78' Saelemaekers) Najar, Kums, Verschaeren (90+2' Gerkens) Trebel, Bolasie, Santini (83' Amuzu) | 11' Bornauw 27' Santini 75' Mbodji              |
| 5 mei 2019 14:30 Constant Vanden Stockstadion Anderlecht    | Verschaeren 37' Santini 57'    | 1 – 0 1 – 1 2 – 1             | 50' Carcela                         | Didillon Appiah, Mbodji, Bornauw, Cobbaut (78' Saelemaekers) Najar, Kums, Verschaeren (90+2' Gerkens) Trebel, Bolasie, Santini (83' Amuzu) | 11' Bornauw 27' Santini 75' Mbodji              |
| 12 mei 2019 14:30 Bosuilstadion Antwerpen                   | Antwerp                        | 1 – 1                         | RSC Anderlecht                      | Didillon Appiah, Sanneh, Bornauw, Cobbaut Najar (64' Saelemaekers), Kums (90+1' Gerkens), Verschaeren Trebel, Bolasie (72' Amuzu), Santini | 69' Appiah                                      |
| 12 mei 2019 14:30 Bosuilstadion Antwerpen                   | Lamkel Zé 48'                  | 0 – 1 1 – 1                   | 5' Santini                          | Didillon Appiah, Sanneh, Bornauw, Cobbaut Najar (64' Saelemaekers), Kums (90+1' Gerkens), Verschaeren Trebel, Bolasie (72' Amuzu), Santini | 69' Appiah                                      |
| 16 mei 2019 20:30 Constant Vanden Stockstadion Anderlecht   | RSC Anderlecht                 | 1 – 1                         | KRC Genk                            | Didillon Appiah, Bornauw, Mbodji, Cobbaut Saelemaekers (80' Najar), Kums, Verschaeren (89' Gerkens) Trebel, Bolasie (75' Amuzu), Santini   | 36' Bolasie 39' Bornauw 45' Santini             |
| 16 mei 2019 20:30 Constant Vanden Stockstadion Anderlecht   | Bolasie 65'                    | 0 – 1 1 – 1                   | 11' Heynen                          | Didillon Appiah, Bornauw, Mbodji, Cobbaut Saelemaekers (80' Najar), Kums, Verschaeren (89' Gerkens) Trebel, Bolasie (75' Amuzu), Santini   | 36' Bolasie 39' Bornauw 45' Santini             |
| 19 mei 2019 18:00 Ghelamco Arena Gent                       | AA Gent                        | 2 – 1                         | RSC Anderlecht                      | Didillon Mbodji, Appiah, Cobbaut, Bornauw (68' Doku) Saelemaekers, Kums, Verschaeren Trebel (15' Gerkens), Amuzu (84' Sanneh), Bolasie     | 39' Bornauw 64' Appiah                          |
| 19 mei 2019 18:00 Ghelamco Arena Gent                       | Kvilitaia 2' David 76'         | 1 – 0 1 – 1 2 – 1             | 73' Bolasie                         | Didillon Mbodji, Appiah, Cobbaut, Bornauw (68' Doku) Saelemaekers, Kums, Verschaeren Trebel (15' Gerkens), Amuzu (84' Sanneh), Bolasie     | 39' Bornauw 64' Appiah                          |

#### Overzicht
| Speeldag  | 1  | 2  | 3  | 4  | 5  | 6  | 7  | 8  | 9  | 10 |
| --------- | -- | -- | -- | -- | -- | -- | -- | -- | -- | -- |
| Resultaat | v  | v  | v  | v  | g  | v  | w  | g  | g  | v  |
| Punten    | 26 | 26 | 26 | 26 | 27 | 27 | 30 | 31 | 32 | 32 |
| Positie   | 4  | 5  | 5  | 5  | 5  | 5  | 5  | 5  | 6  | 6  |

#### Klassement
| Pos | Team           | Wed | W | G | V | Ptn | DV | DT | +/− |                                        |
| --- | -------------- | --- | - | - | - | --- | -- | -- | --- | -------------------------------------- |
| 1   | KRC Genk       | 10  | 6 | 2 | 2 | 52  | 19 | 8  | +11 | Kampioen, Groepsfase Champions League  |
| 2   | Club Brugge    | 10  | 7 | 1 | 2 | 50  | 19 | 11 | +8  | Voorrondes Champions League            |
| 3   | Standard Luik  | 10  | 4 | 1 | 5 | 40  | 17 | 16 | +1  | Groepsfase Europa League               |
| 4   | Antwerp FC     | 10  | 4 | 2 | 4 | 39  | 12 | 16 | −4  | Testwedstrijd tegen winnaar Play-off 2 |
| 5   | KAA Gent       | 10  | 3 | 1 | 6 | 35  | 10 | 15 | −5  | Voorrondes Europa League               |
| 6   | RSC Anderlecht | 10  | 1 | 3 | 6 | 32  | 8  | 19 | −11 |                                        |

1. 1 2 3 4  KRC Genk, Standard Luik, RSC Anderlecht en Antwerp FC kregen bij de halvering van de punten een half punt er bij
2. 1 2  Na afloop van de competitie werd bekerwinnaar KV Mechelen geschorst voor Europese competities in het seizoen 2019/20. Hierdoor mocht Standard Luik in hun plaats aantreden in de groepsfase van de Europa League en mocht KAA Gent aantreden in de voorrondes van diezelfde Europa League

## UEFA Europa League

### Wedstrijden
| UEFA Europa League                                             |                         |                         |                               | |                                    |
| Wedstrijddetails                                               | Thuisploeg              | Uitslag                 | Uitploeg                      | Opstelling | Kaarten                            |
| Groepsfase                                                     |                         |                         |                               | |                                    |
| 20 september 2018 20:45 Štadión Antona Malatinského Trnava     | Spartak Trnava          | 1 - 0                   | RSC Anderlecht                | Didillon Najar (66' Saief), Vranješ, Sanneh, Milić Trebel, Kums, Amuzu Musona (84' Makarenko), Dimata (84' Gerkens), Santini                  |                                    |
| 20 september 2018 20:45 Štadión Antona Malatinského Trnava     | Oravec 80'              | 1 - 0                   |                               | Didillon Najar (66' Saief), Vranješ, Sanneh, Milić Trebel, Kums, Amuzu Musona (84' Makarenko), Dimata (84' Gerkens), Santini                  |                                    |
| 4 oktober 2018 20:45 Constant Vanden Stockstadion Anderlecht   | RSC Anderlecht          | 0 - 2                   | Dinamo Zagreb                 | Didillon Najar (67' Saief), Vranješ, Sanneh, Milić Bakkali (90' Morioka), Makarenko, Trebel Amuzu, Santini, Dimata (85' Lawrence)             | 19' Vranješ 46' Vranješ            |
| 4 oktober 2018 20:45 Constant Vanden Stockstadion Anderlecht   |                         | 0 - 1 0 - 2             | 20' (pen.) Hajrović 69' Gojak | Didillon Najar (67' Saief), Vranješ, Sanneh, Milić Bakkali (90' Morioka), Makarenko, Trebel Amuzu, Santini, Dimata (85' Lawrence)             | 19' Vranješ 46' Vranješ            |
| 25 oktober 2018 20:45 Constant Vanden Stockstadion Anderlecht  | RSC Anderlecht          | 2 - 2                   | Fenerbahçe                    | Didillon Saelemakers (87' Najar), Bornauw, Sanneh, Lawrence Gerkens (87' Dauda), Kums, Trebel Saief, Bakkali, Santini                         | 45+2' Kums 69' Santini 79' Bakkali |
| 25 oktober 2018 20:45 Constant Vanden Stockstadion Anderlecht  | Bakkali 36' Bakkali 51' | 1 - 0 2 - 0 2 - 1 2 - 2 | 54' Frey 58' Kaldırım         | Didillon Saelemakers (87' Najar), Bornauw, Sanneh, Lawrence Gerkens (87' Dauda), Kums, Trebel Saief, Bakkali, Santini                         | 45+2' Kums 69' Santini 79' Bakkali |
| 8 november 2018 20:45 Şükrü Saracoğlustadion Istanboel         | Fenerbahçe              | 2 - 0                   | RSC Anderlecht                | Didillon Saelemakers (78' Najar), Vranješ, Bornauw (46' Sanneh), Milić Gerkens, Kums, Trebel (78' Sambi Lokonga) Makarenko, Bakkali, Dimata   | 77' Bakkali 80' Bakkali            |
| 8 november 2018 20:45 Şükrü Saracoğlustadion Istanboel         | Valbuena 72' Frey 75'   | 1 - 0 2 - 0             |                               | Didillon Saelemakers (78' Najar), Vranješ, Bornauw (46' Sanneh), Milić Gerkens, Kums, Trebel (78' Sambi Lokonga) Makarenko, Bakkali, Dimata   | 77' Bakkali 80' Bakkali            |
| 29 november 2018 20:45 Constant Vanden Stockstadion Anderlecht | RSC Anderlecht          | 0 - 0                   | Spartak Trnava                | Didillon Appiah, Bornauw, Sanneh, Lawrence Musona (82' Amuzu), Makarenko (82' Sambi Lokonga), Kayembe Saief, Morioka (82' Verschaeren), Dauda | 32' Appiah 86' Sambi Lokonga       |
| 29 november 2018 20:45 Constant Vanden Stockstadion Anderlecht |                         |                         |                               | Didillon Appiah, Bornauw, Sanneh, Lawrence Musona (82' Amuzu), Makarenko (82' Sambi Lokonga), Kayembe Saief, Morioka (82' Verschaeren), Dauda | 32' Appiah 86' Sambi Lokonga       |
| 13 december 2018 20:45 Maksimirstadion Zagreb                  | Dinamo Zagreb           | 0 - 0                   | RSC Anderlecht                | Boeckx Appiah, Bornauw (63' Delcroix), Sanneh, Milić (72' Saelemaekers) Gerkens, Kayembe, Morioka Saief (69' Amuzu), Bakkali, Santini         | 17' Milić 45+2' Santini            |
| 13 december 2018 20:45 Maksimirstadion Zagreb                  |                         |                         |                               | Boeckx Appiah, Bornauw (63' Delcroix), Sanneh, Milić (72' Saelemaekers) Gerkens, Kayembe, Morioka Saief (69' Amuzu), Bakkali, Santini         | 17' Milić 45+2' Santini            |

### Groepsfase speeldag 1
|                                                 |                |                |                |                                                                                       |
| 20 september 2018 Groepsfase UEFA Europa League | Spartak Trnava | 1 – 0          | RSC Anderlecht | Štadión Antona Malatinského, Trnava Toeschouwers: 17.114 Scheidsrechter: Kevin Clancy |
| 20 september 2018 Groepsfase UEFA Europa League | 80' Oravec     | Wedstrijdfiche |                | Štadión Antona Malatinského, Trnava Toeschouwers: 17.114 Scheidsrechter: Kevin Clancy |

| Trnava | Anderlecht |

| Trnava (4–2–3–1): |    |                         |         |
|                   |    |                         |         |
| GK                | 1  | Martin Chudý            |         |
| RB                | 2  | Andrej Kadlec           | 13'     |
| CB                | 22 | Martin Tóth             | 48'     |
| CB                | 21 | Boris Godál             |         |
| LB                | 20 | Matúš Čonka             | 52'     |
| CM                | 24 | Martin Oravec           |         |
| CM                | 25 | Jakub Rada              |         |
| RM                | 33 | Erik Jirka              | 64'     |
| AM                | 8  | Erik Grendel            | 11'     |
| LM                | 7  | Vakhtang Chanturishvili | 49'     |
| CF                | 23 | Marek Bakoš             | 45' 87' |
| Wisselspelers:    |    |                         |         |
|                   |    |                         |         |
| MF                | 6  | Jiří Kulhánek           | 52'     |
| FW                | 26 | Patryk Małecki          | 64'     |
| MF                | 3  | Oliver Janso            | 87'     |
| Coach:            |    |                         |         |
| Radoslav Látal    |    |                         |         |

| Anderlecht (3–4–3): |    |                  |     |
|                     |    |                  |     |
| GK                  | 16 | Thomas Didillon  |     |
| CB                  | 55 | Ognjen Vranješ   |     |
| CB                  | 44 | Antonio Milić    |     |
| CB                  | 4  | Bubacarr Sanneh  |     |
| RM                  | 7  | Andy Najar       | 66' |
| CM                  | 25 | Adrien Trebel    |     |
| CM                  | 20 | Sven Kums        |     |
| LM                  | 40 | Francis Amuzu    |     |
| RW                  | 11 | Knowledge Musona | 83' |
| CF                  | 9  | Landry Dimata    | 84' |
| LW                  | 19 | Ivan Santini     |     |
| Wisselspelers:      |    |                  |     |
|                     |    |                  |     |
| MF                  | 15 | Kenny Saief      | 65' |
| MF                  | 5  | Jevhen Makarenko | 83' |
| MF                  | 8  | Pieter Gerkens   | 84' |
| Coach:              |    |                  |     |
| Hein Vanhaezebrouck |    |                  |     |

### Groepsfase speeldag 2
|                                              |                |                |                              | |
| 3 oktober 2018 Groepsfase UEFA Europa League | RSC Anderlecht | 0 – 2          | Dinamo Zagreb                | Constant Vanden Stockstadion, Anderlecht Toeschouwers: 12.137 Scheidsrechter: Vladislav Bezborodov |
| 3 oktober 2018 Groepsfase UEFA Europa League |                | Wedstrijdfiche | 19' (pen) Hajrović 68' Gojak | Constant Vanden Stockstadion, Anderlecht Toeschouwers: 12.137 Scheidsrechter: Vladislav Bezborodov |

| Anderlecht | Dinamo Zagreb |

| Anderlecht (3–4–3): |    |                  |     |
|                     |    |                  |     |
| GK                  | 16 | Thomas Didillon  |     |
| CB                  | 55 | Ognjen Vranješ   | 46' |
| CB                  | 44 | Antonio Milić    |     |
| CB                  | 4  | Bubacarr Sanneh  |     |
| RM                  | 7  | Andy Najar       | 66' |
| CM                  | 25 | Adrien Trebel    |     |
| CM                  | 5  | Jevhen Makarenko |     |
| LM                  | 40 | Francis Amuzu    |     |
| RW                  | 19 | Ivan Santini     |     |
| CF                  | 9  | Landry Dimata    | 85' |
| LW                  | 99 | Zakaria Bakkali  | 89' |
| Wisselspelers:      |    |                  |     |
|                     |    |                  |     |
| MF                  | 15 | Kenny Saief      | 66' |
| DF                  | 3  | James Lawrence   | 85' |
| MF                  | 10 | Ryota Morioka    | 89' |
| Coach:              |    |                  |     |
| Hein Vanhaezebrouck |    |                  |     |

| Dinamo Zagreb (4–3–3 punt naar achteren): |    |                           |         |
|                                           |    |                           |         |
| GK                                        | 40 | Dominik Livaković         |         |
| RB                                        | 30 | Petar Stojanović          | 11'     |
| CB                                        | 28 | Kévin Théophile-Catherine | 90+3'   |
| CB                                        | 66 | Emir Dilaver              | 46'     |
| LB                                        | 13 | Amir Rrahmani             |         |
| DM                                        | 5  | Arijan Ademi              | 49'     |
| CM                                        | 14 | Amer Gojak                |         |
| CM                                        | 7  | Dani Olmo                 |         |
| RW                                        | 8  | Izet Hajrović             | 61' 76' |
| CF                                        | 21 | Bruno Petković            |         |
| LW                                        | 99 | Mislav Oršić              | 89'     |
| Wisselspelers:                            |    |                           |         |
|                                           |    |                           |         |
| DF                                        | 55 | Dino Perić                | 46'     |
| MF                                        | 34 | Ivan Šunjić               | 76'     |
| FW                                        | 11 | Mario Gavranović          | 89'     |
| Coach:                                    |    |                           |         |
| Nenad Bjelica                             |    |                           |         |

### Groepsfase speeldag 3
|                                               |                  |                |                    |                                                                                              |
| 25 oktober 2018 Groepsfase UEFA Europa League | RSC Anderlecht   | 2 – 2          | Fenerbahçe         | Constant Vanden Stockstadion, Anderlecht Toeschouwers: 13.292 Scheidsrechter: Georgi Kabakov |
| 25 oktober 2018 Groepsfase UEFA Europa League | 35', 49' Bakkali | Wedstrijdfiche | 53' Frey 57' Hasan | Constant Vanden Stockstadion, Anderlecht Toeschouwers: 13.292 Scheidsrechter: Georgi Kabakov |

| Anderlecht | Fenerbahçe |

| Anderlecht (3–4–3): |    |                     |         |
|                     |    |                     |         |
| GK                  | 16 | Thomas Didillon     |         |
| CB                  | 4  | Bubacarr Sanneh     |         |
| CB                  | 45 | Sebastiaan Bornauw  |         |
| CB                  | 3  | James Lawrence      |         |
| RM                  | 56 | Alexis Saelemaekers | 66' 86' |
| CM                  | 25 | Adrien Trebel       |         |
| CM                  | 20 | Sven Kums           | 45+1'   |
| LM                  | 15 | Kenny Saief         |         |
| RW                  | 8  | Pieter Gerkens      | 86'     |
| CF                  | 19 | Ivan Santini        | 68'     |
| LW                  | 99 | Zakaria Bakkali     | 78'     |
| Wisselspelers:      |    |                     |         |
|                     |    |                     |         |
| DF                  | 7  | Andy Najar          | 86'     |
| FW                  | 38 | Mohammed Dauda      | 86'     |
| Coach:              |    |                     |         |
| Hein Vanhaezebrouck |    |                     |         |

| Fenerbahçe (3–5–2 offensief): |    |                     |           |
|                               |    |                     |           |
| GK                            | 35 | Harun Tekin         |           |
| CB                            | 37 | Martin Škrtel       | 43'       |
| CB                            | 33 | Roman Neustädter    |           |
| CB                            | 23 | Diego Reyes         |           |
| RWB                           | 4  | Mauricio Isla       | 27'       |
| CM                            | 32 | Jailson             | 10'       |
| CM                            | 99 | Eljif Elmas         | 64' 86'   |
| LWB                           | 3  | Hasan Ali Kaldırım  |           |
| AM                            | 39 | Yassine Benzia      | 52' 74'   |
| RF                            | 22 | Michael Frey        |           |
| LF                            | 31 | Islam Slimani       | 45+1' 74' |
| Wisselspelers:                |    |                     |           |
|                               |    |                     |           |
| FW                            | 20 | André Ayew          | 74'       |
| MF                            | 66 | Oğuz Kağan Güçtekin | 74'       |
| MF                            | 7  | Alper Potuk         | 86'       |
| Coach:                        |    |                     |           |
| Philip Cocu                   |    |                     |           |

### Groepsfase speeldag 4
|                                               |                       |                |                |                                                                                       |
| 8 november 2018 Groepsfase UEFA Europa League | Fenerbahçe            | 2 – 0          | RSC Anderlecht | Şükrü Saracoğlustadion, Istanboel Toeschouwers: 32.789 Scheidsrechter: Andreas Ekberg |
| 8 november 2018 Groepsfase UEFA Europa League | 71' Valbuena 74' Frey | Wedstrijdfiche |                | Şükrü Saracoğlustadion, Istanboel Toeschouwers: 32.789 Scheidsrechter: Andreas Ekberg |

| Fenerbahçe | Anderlecht |

| Fenerbahçe (4–4–2): |    |                    |     |
|                     |    |                    |     |
| GK                  | 35 | Harun Tekin        |     |
| RB                  | 19 | Şener Özbayraklı   |     |
| CB                  | 37 | Martin Škrtel      |     |
| CB                  | 33 | Roman Neustädter   |     |
| LB                  | 3  | Hasan Ali Kaldırım | 60' |
| RM                  | 20 | André Ayew         |     |
| CM                  | 32 | Jailson            | 88' |
| CM                  | 99 | Eljif Elmas        |     |
| LM                  | 28 | Mathieu Valbuena   | 82' |
| RF                  | 22 | Michael Frey       |     |
| LF                  | 31 | Islam Slimani      |     |
| Wisselspelers:      |    |                    |     |
|                     |    |                    |     |
| DF                  | 6  | İsmail Köybaşı     | 82' |
| DF                  | 4  | Mauricio Isla      | 88' |
| Coach:              |    |                    |     |
| Philip Cocu         |    |                    |     |

| Anderlecht (4–3–3 punt naar achteren): |    |                      |     |
|                                        |    |                      |     |
| GK                                     | 16 | Thomas Didillon      |     |
| RB                                     | 56 | Alexis Saelemaekers  | 77' |
| CB                                     | 55 | Ognjen Vranješ       |     |
| CB                                     | 45 | Sebastiaan Bornauw   | 46' |
| LB                                     | 44 | Antonio Milić        |     |
| DM                                     | 5  | Jevhen Makarenko     |     |
| CM                                     | 25 | Adrien Trebel        | 77' |
| CM                                     | 20 | Sven Kums            |     |
| RW                                     | 99 | Zakaria Bakkali      | 79' |
| CF                                     | 9  | Landry Dimata        |     |
| LW                                     | 8  | Pieter Gerkens       |     |
| Wisselspelers:                         |    |                      |     |
|                                        |    |                      |     |
| DF                                     | 4  | Bubacarr Sanneh      | 46' |
| DF                                     | 7  | Andy Najar           | 77' |
| MF                                     | 48 | Albert Sambi Lokonga | 77' |
| Coach:                                 |    |                      |     |
| Hein Vanhaezebrouck                    |    |                      |     |

### Groepsfase speeldag 5
|                                                |                |       |                | |
| 29 november 2018 Groepsfase UEFA Europa League | RSC Anderlecht | 0 – 0 | Spartak Trnava | Constant Vanden Stockstadion, Anderlecht Toeschouwers: 8.063 Scheidsrechter: Anastasios Papapetrou |
| 29 november 2018 Groepsfase UEFA Europa League | Wedstrijdfiche |       |                | Constant Vanden Stockstadion, Anderlecht Toeschouwers: 8.063 Scheidsrechter: Anastasios Papapetrou |

| Anderlecht | Trnava |

| Anderlecht (4–3–3 punt naar voren): |    |                      |         |
|                                     |    |                      |         |
| GK                                  | 16 | Thomas Didillon      |         |
| RB                                  | 12 | Dennis Appiah        | 31'     |
| CB                                  | 4  | Bubacarr Sanneh      |         |
| CB                                  | 45 | Sebastiaan Bornauw   |         |
| LB                                  | 3  | James Lawrence       |         |
| CM                                  | 39 | Edo Kayembe          |         |
| CM                                  | 5  | Jevhen Makarenko     | 81'     |
| AM                                  | 10 | Ryota Morioka        | 81'     |
| RW                                  | 11 | Knowledge Musona     | 81'     |
| CF                                  | 38 | Mohammed Dauda       |         |
| LW                                  | 15 | Kenny Saief          |         |
| Wisselspelers:                      |    |                      |         |
|                                     |    |                      |         |
| MF                                  | 48 | Albert Sambi Lokonga | 81' 85' |
| FW                                  | 40 | Francis Amuzu        | 81'     |
| FW                                  | 51 | Yari Verschaeren     | 81'     |
| Coach:                              |    |                      |         |
| Hein Vanhaezebrouck                 |    |                      |         |

| Trnava (4–2–3–1): |    |                         |       |
|                   |    |                         |       |
| GK                | 1  | Martin Chudý            |       |
| RB                | 24 | Martin Oravec           |       |
| CB                | 34 | Lukáš Greššák           | 78'   |
| CB                | 22 | Martin Tóth             |       |
| LB                | 7  | Vakhtang Chanturishvili |       |
| CM                | 16 | Davit Skhirtladze       | 32'   |
| CM                | 6  | Jiří Kulhánek           |       |
| RM                | 33 | Erik Jirka              |       |
| AM                | 8  | Erik Grendel            | 90'   |
| LM                | 26 | Patryk Małecki          | 90+3' |
| CF                | 23 | Marek Bakoš             | 60'   |
| Wisselspelers:    |    |                         |       |
|                   |    |                         |       |
| FW                | 10 | Ali Ghorbani            | 60'   |
| MF                | 17 | Fabian Miesenböck       | 90'   |
| MF                | 3  | Oliver Janso            | 90+3' |
| Coach:            |    |                         |       |
| Radoslav Látal    |    |                         |       |

### Groepsfase speeldag 6
|                                                |                |       |                |                                                                             |
| 13 december 2018 Groepsfase UEFA Europa League | Dinamo Zagreb  | 0 – 0 | RSC Anderlecht | Maksimirstadion, Zagreb Toeschouwers: 12.170 Scheidsrechter: Sandro Schärer |
| 13 december 2018 Groepsfase UEFA Europa League | Wedstrijdfiche |       |                | Maksimirstadion, Zagreb Toeschouwers: 12.170 Scheidsrechter: Sandro Schärer |

| Dinamo Zagreb | Anderlecht |

| Dinamo Zagreb (4–3–3 punt naar achteren): |    |                           |         |
|                                           |    |                           |         |
| GK                                        | 40 | Dominik Livaković         |         |
| RB                                        | 30 | Petar Stojanović          |         |
| CB                                        | 28 | Kévin Théophile-Catherine |         |
| CB                                        | 66 | Emir Dilaver              |         |
| LB                                        | 22 | Marin Leovac              | 46'     |
| DM                                        | 34 | Ivan Šunjić               |         |
| CM                                        | 14 | Amer Gojak                |         |
| CM                                        | 7  | Dani Olmo                 |         |
| RW                                        | 8  | Izet Hajrović             | 16'     |
| CF                                        | 11 | Mario Gavranović          | 65'     |
| LW                                        | 99 | Mislav Oršić              | 89'     |
| Wisselspelers:                            |    |                           |         |
|                                           |    |                           |         |
| DF                                        | 13 | Amir Rrahmani             | 46' 72' |
| FW                                        | 21 | Bruno Petković            | 65'     |
| MF                                        | 16 | Mario Šitum               | 89'     |
| Coach:                                    |    |                           |         |
| Nenad Bjelica                             |    |                           |         |

| Anderlecht (4–3–3 punt naar voren): |    |                     |         |
|                                     |    |                     |         |
| GK                                  | 1  | Frank Boeckx        |         |
| RB                                  | 12 | Dennis Appiah       |         |
| CB                                  | 4  | Bubacarr Sanneh     |         |
| CB                                  | 45 | Sebastiaan Bornauw  | 63'     |
| LB                                  | 44 | Antonio Milić       | 16' 71' |
| CM                                  | 39 | Edo Kayembe         |         |
| CM                                  | 8  | Pieter Gerkens      |         |
| AM                                  | 10 | Ryota Morioka       |         |
| RW                                  | 15 | Kenny Saief         | 68'     |
| CF                                  | 19 | Ivan Santini        | 45+2'   |
| LW                                  | 99 | Zakaria Bakkali     |         |
| Wisselspelers:                      |    |                     |         |
|                                     |    |                     |         |
| DF                                  | 42 | Hannes Delcroix     | 63'     |
| FW                                  | 40 | Francis Amuzu       | 68'     |
| DF                                  | 56 | Alexis Saelemaekers | 71'     |
| Coach:                              |    |                     |         |
| Hein Vanhaezebrouck                 |    |                     |         |

### Eindstand groepsfase Europa League, groep D
| #  | Club           | GS | W | G | V | DV | DT | DS | PTN |
| -- | -------------- | -- | - | - | - | -- | -- | -- | --- |
| 1. | Dinamo Zagreb  | 6  | 4 | 2 | 0 | 11 | 3  | +8 | 14  |
| 2. | Fenerbahçe     | 6  | 2 | 2 | 2 | 7  | 7  | 0  | 8   |
| 3. | Spartak Trnava | 6  | 2 | 1 | 3 | 4  | 7  | −3 | 7   |
| 4. | RSC Anderlecht | 6  | 0 | 3 | 3 | 2  | 7  | −5 | 3   |

## Beker van België

### Wedstrijd
| Beker van België                                                |                |                   |                                     | |                                            |
| Wedstrijddetails                                                | Thuisploeg     | Uitslag           | Uitploeg                            | Opstelling | Kaarten                                    |
| 1/16 finale                                                     |                |                   |                                     | |                                            |
| 27 september 2018 20:45 Constant Vanden Stockstadion Anderlecht | RSC Anderlecht | 0 - 3             | Union Sint-Gillis (1B)              | Boeckx Najar (71' Saelemaekers), Vranješ, Sanneh, Bornauw Makarenko, Kums, Kayembe (59' Amuzu) Gerkens, Morioka (70' Santini), Dimata | 40' Makarenko 48' Morioka 94' Saelemaekers |
| 27 september 2018 20:45 Constant Vanden Stockstadion Anderlecht |                | 0 - 1 0 - 2 0 - 3 | 42' Niakaté 73' Niakaté 80' Niakaté | Boeckx Najar (71' Saelemaekers), Vranješ, Sanneh, Bornauw Makarenko, Kums, Kayembe (59' Amuzu) Gerkens, Morioka (70' Santini), Dimata | 40' Makarenko 48' Morioka 94' Saelemaekers |

## Afbeeldingen

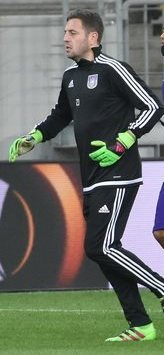
Frank Boeckx (doelman)
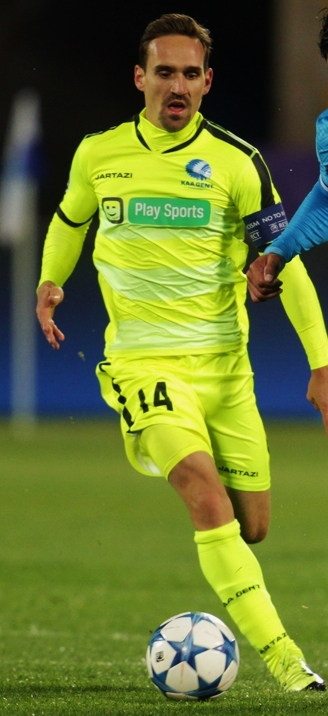
Sven Kums (middenvelder)
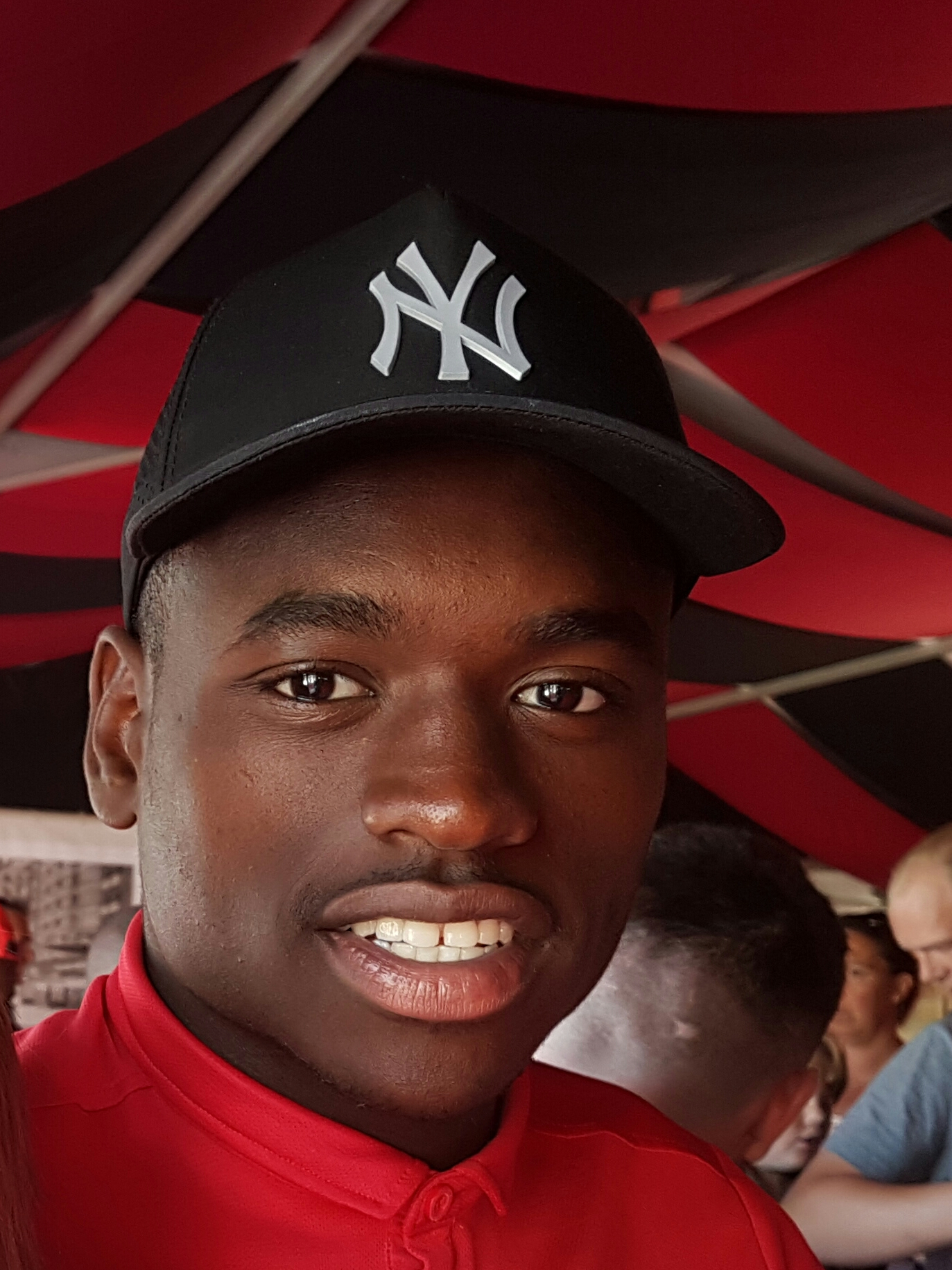
Landry Dimata (aanvaller